# Amèlia Comba Comba
Amèlia Comba Comba (Valencia, 13 de julio de 1907-26 de octubre de 1999) fue una profesora y poeta española.
Su familia provenía de Segorbe y de Algar de Palancia, localidad de la cual fue cronista. Estudió en el Liceo Francés de Valencia y obtuvo el título de profesora. Fue escritora, recibiendo varios premios y legó su fondo en la Biblioteca Valenciana. Fue correspondiente del Centro de Cultura Valenciana, y colaboradora de la prensa americana.